# Suuwassea

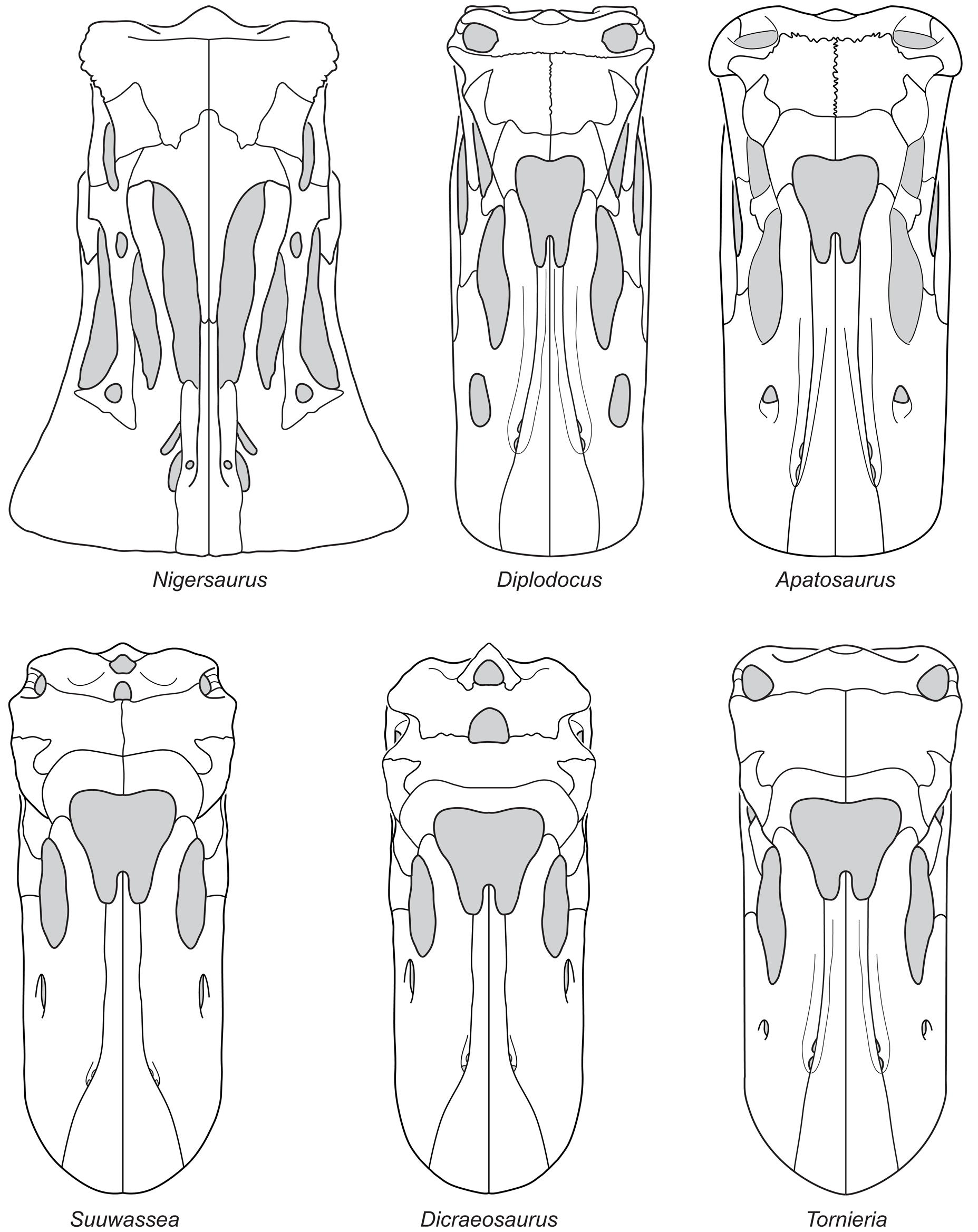
Schädelrekonstruktion von Suuwassea (unten links, von oben betrachtet) zusammen mit Schädeln anderer Vertreter der Diplodocoidea. Aus Whitlock, 2011

Suuwassea ist eine Gattung sauropoder Dinosaurier aus der Gruppe der Diplodocoidea, die im Oberjura (vermutlich Tithonium) Nordamerikas lebte. Wie alle Sauropoden war Suuwassea ein großer, quadrupeder (vierfüßiger) Pflanzenfresser mit langem Hals und Schwanz. Bisher ist lediglich ein Teilskelett bekannt, das in den Jahren 1999 and 2000 gesammelt und 2004 von Harris und Dodson erstbeschrieben wurde. Die einzige Art ist Suuwassea emilieae.

## Merkmale
Suuwassea erreichte eine Länge von 14 bis 15 Metern. Zwar zeigte Suuwassea einige Merkmale sowohl der Dicraeosauridae als auch der Diplodocidae; wegen einiger primitiver Merkmale wird die Gattung jedoch außerhalb dieser Familien klassifiziert. Von der Dicraeosauride unterscheidet sich Suuwassea beispielsweise durch die nicht miteinander verschmolzenen Frontal-Knochen; von der Diplodocidae durch die Anordnung der Knochen um das Foramen magnum.

## Systematik und Paläobiogeographie
Suuwassea wird außerhalb der Dicraeosauridae und der Diplodocidae klassifiziert, gilt aber als abgeleiteter als die dritte Diplodocoiden-Familie, die Rebbachisauridae. Der Fund wirft neues Licht auf die Ursprünge der Dicraeosauridae und der Diplodocidae; so zeigt er, dass viele Merkmale, die früher für die Diplodocidae oder für die Dicraeosauridae als einzigartig galten, tatsächlich Plesiomorphien sein könnten, die schon vorher entstanden. Die Erstautoren stellten eine neue Gruppe auf, die Fragellicaudata, welche den jüngsten gemeinsamen Vorfahr von Dicraeosaurus und Diplodocus und sämtliche Nachfahren beinhalten soll; zu dieser Gruppe wird auch Suuwassea gezählt.
Suuwassea wirft auch Fragen auf, ob die Fragellicaudata in Laurasia, den nördlichen Landmassen, oder in Gondwana, den südlichen Landmassen, ihren Ursprung hatten. Derzeit sind Dicraeosauriden lediglich aus Gondwana (Afrika und Südamerika) bekannt, während Diplodociden auf Gondwana als auch auf Laurasia vorkamen. Die primitiven Merkmale von Suuwassea könnten darauf hinweisen, dass diese Gruppe in Laurasia entstand, und danach nach Gondwana migrierte. Dies könnte auch bedeuten, dass es Dicraeosauriden vor der Migration in Laurasia gab. Alternativ könnten basale Fragellicaudata weltweit verbreitet gewesen sein, wobei sich nach dem Auseinanderbrechen des Superkontinents Pangäa auf Gondwana die Dicraeosauriden entwickelt haben könnten. Die Frage, warum Dicraeosauriden anders als Diplodociden auf Gondwana beschränkt waren, bleibt jedoch rätselhaft.
| Fragellicaudata         | \| \| Suuwassea \| \| \| \| \| \| Dicraeosauridae \| \| \| \| \| \| Diplodocidae \| \| Vorlage:Klade/Wartung/3 \| \| |
|                         | \| \| Suuwassea \| \| \| \| \| \| Dicraeosauridae \| \| \| \| \| \| Diplodocidae \| \| Vorlage:Klade/Wartung/3 \| \| |
|                         | Rebbachisauridae |
|                         | |
|                         | Suuwassea |
|                         | |
|                         | Dicraeosauridae |
|                         | |
|                         | Diplodocidae |
| Vorlage:Klade/Wartung/3 | |

|                         | Suuwassea       |
|                         |                 |
|                         | Dicraeosauridae |
|                         |                 |
|                         | Diplodocidae    |
| Vorlage:Klade/Wartung/3 |                 |

## Fund und Namensgebung
Die Fossilien wurden im Southern Carbon County in Montana entdeckt und gehören geologisch zur Morrison-Formation. Das geborgene Teilskelett (Holotyp ANS 21122) besteht aus einigen Schädelknochen (Prämaxillare, teilweiser Oberkiefer, Quadratum, vollständiges Neurocranium), einigen Wirbeln (Atlas, Hals-, Rücken- und Schwanzwirbel), das rechte Schulterblatt, Croacoid, einigen Beinknochen (Oberarmknochen, rechtes Schienbein, rechtes Wadenbein, Fersenbein) sowie einigen Fußknochen.
Der Name Suuwassea ist aus suuwassa abgeleitet, einem Begriff aus der Sprache der Absarokee, und bedeutet so viel wie „der erste Donner im Frühling“. Die Crow sind ein Indianerstamm, auf dessen Siedlungsgebiet die Knochen gefunden wurden. Nimmt man die Wurzeln der Wörter, bedeutet „suu“ so viel wie „Donner“ und „wassa“ „ehemalig“, analog zu der häufigen Bezeichnung „Donnerechsen“ für Sauropoden, wie auch bei Brontosaurus. Das Artepitheth emilieae ehrt die Sponsorin der Expedition, welche die Knochen fand.

## Belege